# 羽戸らみ
羽戸 らみ（はと らみ、O型、7月24日-）は、日本のイラストレーター・漫画家である。小説、雑誌、カード等のイラストを手掛けており、活動は多岐にわたる。別名義はRAMI。

## 作品

### 漫画
- ガレットデロワ〜女王陛下の菓子職人〜（『YOMBAN』2009年-2011年、全16話）
  - ※Adobe Flashの効果を利用した縦長上のウェブコミックだった。
  - 同サイト終了により公開も終え、コミックス化はさえていないが、羽戸らみ自身により同人誌として発売はされている。
- 水曜日の夜には吸血鬼とお店を（『月刊少年シリウス』2017年1月号 - 2018年5月号→『水曜日のシリウス』2018年5月2日 - 2019年2月20日）

### 挿絵
ライトノベル

- 月の人魚姫／海賊と人魚姫（角川ビーンズ文庫）
- 天剣王器 Dual lord,reversion（電撃文庫）
- 銀の逢魔ヶ刻探偵団（富士見ミステリー文庫）
- プロミス・ガール―男子ご禁制!? （ファミ通文庫）
- ことりたちのものがたり（スーパーダッシュ文庫）
- 喚ばれて飛び出てみたけれど（角川スニーカー文庫）
- 鳥籠姫と王樹の実（コバルト文庫）
- 樹海人魚（ガガガ文庫）
- W.W.W –ワールド･ワイド･ウォー-（講談社ラノベ文庫）

児童書

- 魔女っ子バレリーナ☆梨子（角川つばさ文庫）

### カードゲーム
- TCGハヤテのごとく!、マグナスペクトラ、モンスターコレクション2、-牙-、他

### ネットゲーム
- 桃色大戦ぱいろん - シトロン
- アイコレ - 古川絢音